# Campeonato Mundial de Basquetebol Masculino de 1970
O Campeonato Mundial de Basquetebol Masculino de 1970 foi a 6ª edição do Campeonato Mundial de Basquetebol. Foi disputado na Iugoslávia de 10 a 24 de maio de 1970, organizado pela Federação Internacional de Basquetebol (FIBA) e pela Federação Iugoslava de Basquetebol. Foi realizado nas cidades de Sarajevo, Split, Karlovac, Skopje e Ljubljana, (agora Eslovênia). Foi a primeira vez em que o Campeonato Mundial ocorreu fora da América do Sul.

## Equipes Participantes
| Grupo A                                                              | Grupo B                            | Grupo C                                                   |
| -------------------------------------------------------------------- | ---------------------------------- | --------------------------------------------------------- |
| Austrália Cuba Tchecoslováquia Estados Unidos                        | Brasil Canadá Itália Coreia do Sul | Panamá · União Soviética · United Arab Republic · Uruguai |
| Iugoslávia - avançou automaticamente à Fase Final por ser país-sede. |                                    |                                                           |

## Locais de Competição
| Grupo                 | Cidade    | Arena              | Capacidade |
| --------------------- | --------- | ------------------ | ---------- |
| Grupo A               | Sarajevo  | Dvorana Skenderija | 8.000      |
| Grupo B               | Split     | Arena Gripe        | 5.000      |
| Grupo C               | Karlovac  | Mladost Hall       | 5.000      |
| Fase de Classificação | Skopje    | Skopje Hall        | 5.000      |
| Fase Final            | Ljubljana | Tivoli Hall        | 14.000     |

## Fase Preliminar

### Grupo A
| Time            | Pts. | V | D | PP  | PC  | SP  |
| --------------- | ---- | - | - | --- | --- | --- |
| Estados Unidos  | 6    | 3 | 0 | 272 | 201 | +71 |
| Tchecoslováquia | 5    | 2 | 1 | 262 | 249 | +13 |
| Cuba            | 4    | 1 | 2 | 205 | 209 | -4  |
| Austrália       | 3    | 0 | 3 | 185 | 265 | -80 |

### Grupo B
| Time          | Pts. | V | D | PP  | PC  | SP  |
| ------------- | ---- | - | - | --- | --- | --- |
| Brasil        | 6    | 3 | 0 | 288 | 229 | +59 |
| Itália        | 5    | 2 | 1 | 254 | 229 | +25 |
| Coreia do Sul | 4    | 1 | 2 | 240 | 247 | -7  |
| Canadá        | 3    | 0 | 3 | 216 | 293 | -77 |

### Grupo C
| Time             | Pts. | V | D | PP  | PC  | SP   |
| ---------------- | ---- | - | - | --- | --- | ---- |
| União Soviética  | 6    | 3 | 0 | 302 | 161 | +141 |
| Uruguai          | 5    | 2 | 1 | 222 | 221 | +1   |
| Panamá           | 4    | 1 | 2 | 236 | 266 | -30  |
| United Arab Rep. | 3    | 0 | 3 | 206 | 318 | -112 |

## Fase de Classificação
| Time             | Pts. | V | D | PP  | PC  | SP   | Primeiro Desempate Classificação para Times Empatados | Segundo Desempate Pontos Average entre os Times Empatados |
| ---------------- | ---- | - | - | --- | --- | ---- | ----------------------------------------------------- | --------------------------------------------------------- |
| Cuba             | 10   | 5 | 0 | 455 | 336 | +119 |                                                       |                                                           |
| Panamá           | 8    | 3 | 2 | 425 | 408 | +17  | 1V-1D                                                 | 1.006                                                     |
| Canadá           | 8    | 3 | 2 | 409 | 412 | -3   | 1V-1D                                                 | 1.000                                                     |
| Coreia do Sul    | 8    | 3 | 2 | 427 | 397 | +30  | 1V-1D                                                 | 0.994                                                     |
| Austrália        | 6    | 1 | 4 | 394 | 433 | -39  |                                                       |                                                           |
| United Arab Rep. | 5    | 0 | 5 | 367 | 491 | -124 |                                                       |                                                           |

## Fase Final
| Time            | Pts. | V | D | PP  | PC  | SP   | Primeiro Desempate Classificação para Times Empatados> |
| --------------- | ---- | - | - | --- | --- | ---- | ------------------------------------------------------ |
| Iugoslávia      | 11   | 5 | 1 | 445 | 397 | +48  |                                                        |
| Brasil          | 10   | 4 | 2 | 416 | 421 | -5   | 66-64                                                  |
| União Soviética | 10   | 4 | 2 | 478 | 386 | +92  | 64-66                                                  |
| Itália          | 9    | 3 | 3 | 411 | 403 | +8   | 66-64                                                  |
| Estados Unidos  | 9    | 3 | 3 | 431 | 376 | +55  | 64-66                                                  |
| Tchecoslováquia | 8    | 2 | 4 | 440 | 509 | -69  |                                                        |
| Uruguai         | 6    | 0 | 6 | 342 | 471 | -129 |                                                        |

## Classificação Final
| Posição | Time                  |
| ------- | --------------------- |
| 1       | Iugoslávia            |
| 2       | Brasil                |
| 3       | União Soviética       |
| 4       | Itália                |
| 5       | Estados Unidos        |
| 6       | Tchecoslováquia       |
| 7       | Uruguai               |
| 8       | Cuba                  |
| 9       | Panamá                |
| 10      | Canadá                |
| 11      | Coreia do Sul         |
| 12      | Austrália             |
| 13      | República Árabe Unida |

## Seleção do Campeonato
- Krešimir Ćosić (Iugoslávia)
- Sergei Belov (URSS)
- Modestas Paulauskas (URSS)
- Ubiratan Pereira Maciel (Brasil)
- Kenny Washington (EUA)

## Maiores Pontuadores (Média por Jogo)
1. Shin Dong-pa (Coreia do Sul) 32.6
2. Davis Peralta (Panamá) 20
3. Jiri Zidek Sr. (Tchecoslováquia) 19.3
4. Pedro Chappe Garcia (Cuba) 18.5
5. Pedro Rivas (Panama) 18.5
6. Lee In-pyo (Coreia do Sul) 18
7. Omar Arrestia (Uruguai) 17.7
8. Luiz Claudio Menon (Brasil) 17.3
9. Bob Molinski (Canadá) 17.1
10. Victor Hernandez (Uruguai) 16.5